# Passagem Cardeal Antonio Samoré
A Passagem Cardenal Antonio Samoré (em castelhano:  Paso Cardenal Antonio Samoré) é uma das principais passagens de montanha pelo sul dos Andes ao longo da fronteira entre Argentina e Chile.
Juntamente com Paso Libertadores, é um dos mais fáceis dos passes Argentina-Chile e um dos poucos com estradas asfaltadas na região. As principais vilas e cidades, respectivamente, nos dois lados do passe são Entre Lagos e Osorno, no Chile, e Villa La Angostura e San Carlos de Bariloche, na Argentina. Do lado chileno, o passe é acessado pela Rota 215-CH, ramal que começa na Rodovia Panamericana em Osorno. No lado argentino, o passe é alcançado pela Ruta Nacional 231.
Desde 1974, existe um tratado que garante o transporte de mercadorias chilenas da região chilena X Los Lagos para a XII região de Magallanes e Antártica Chilena sobre o Paso Samoré, na Patagônia Argentina.

Passagem Samoré no mapa

## História
É nomeado após o cardeal Antonio Samorè, que mediou no conflito de Beagle entre o Chile e a Argentina de 1978 a 1983. A Operação Soberanía, o plano de invasão argentino, considerou uma ofensiva do Terceiro Corpo de Exército sob o comando de Luciano Benjamín Menéndez através da Passagem Samoré para tomar a região de Los Lagos.
Antes de ser renomeado, era conhecido como Paso Puyehue, depois do lago Puyehue. 